# Fran Ločniškar
Fran(čišek) Ločniškar, slovenski pesnik in pisatelj, * 4. december 1885, Zbilje, † 29. avgust 1947, Ljubljana.

## Življenje in delo
Gimnazijo je obiskoval v Ljubljani, učiteljišče pa v Kopru. Bil je učitelj in nekaj časa tudi voditelj osnovne šole. Pod psevdonimoma Taras Vasiljev in Slavko Slavič je objavljal v Vrtcu, kot Borisov v Zvončku, Slovanu itd. Društvo Pripravniški dom je izdalo njegovo zbirko pesmic z naslovom Iz raznih stanov, za šolsko mladino pa je Ločniškar priredil tudi zbirki »V zarji mladosti« in »Srca malih«. Za slovenske šole v Julijski Benečiji je sestavil tudi nekaj leposlovni del in ljudskošolskih beril.